# اکسایش بویلند–سیمز
اکسایش بویلند–سیمز (انگلیسی: Boyland–Sims oxidation) یک واکنش شیمیایی است که طی آن یک آنیلین در محیطی بازی با پتاسیم پرسولفات واکنش داده و سپس محصول اولیه هیدرولیز شده و یک اورتو-هیدروکسیل آنیلین تولید می کند.